# Baczków (województwo małopolskie)
Baczków – wieś w Polsce położona w województwie małopolskim, w powiecie bocheńskim, w gminie Bochnia. Miejscowość położona jest w północnej części gminy, na skraju Puszczy Niepołomickiej.
Wieś królewska w tenucie niepołomickiej w powiecie szczyrzyckim województwa krakowskiego w końcu XVI wieku. W latach 1975–1998 miejscowość administracyjnie należała do województwa tarnowskiego. Integralne części miejscowości: Górki, Lisie, Podlesie.
Przez miejscowość przechodzi droga wojewódzka nr 965.
W tej miejscowości odbywają się Galicyjskie Koncerty Orkiestr Dętych – działa tu amatorska młodzieżowa orkiestra dęta.

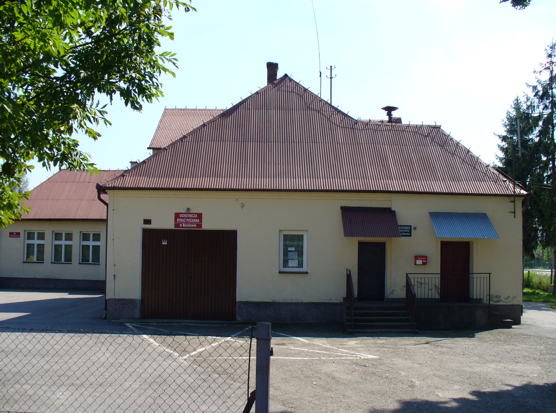
Baczków, budynek straży pożarnej i gminnego przedszkola
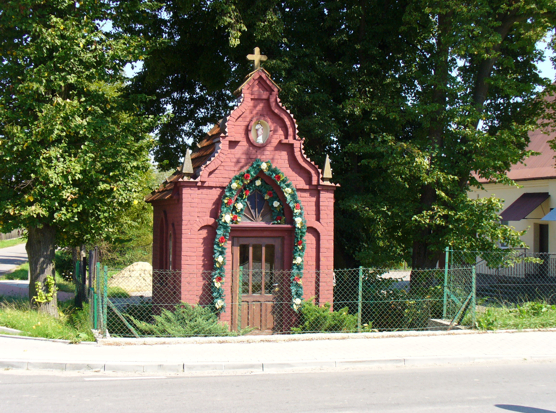
Baczków, kaplica przy drodze wojewódzkiej 965